# Кућа-музеј Арама Хачатурјана
Кућа-музеј Арама Хачатурјана (јерм. Արամ Խաչատրյանի տուն-թանգարան) отворена је у Јеревану, Јерменија, 1982. године и посвећена је изложби личних предмета јерменског композитора Арама Хачатурјана, као и проучавању његових креативних резултата.
Идеја о музеју настала је седамдесетих година 20. века, а сам Хачатурјан био је укључен у његово обликовање. Композитор је својевољно оставио рукописе, писма, клавир, разне успомене и личне поклоне овој институцији. Зграда је продужетак куће у којој је композитор боравио кад год је посећивао јерменску престоницу. Претворен је у музеј уз помоћ архитекте Едварда Алтуњана. 
Основа музеја била је велика кућа у којој су живели његова мајка, старији Арамов брат Вахинак Хачатурјан и његова породица. У тој кући је Арам Хачатурјан често боравио кад је посећивао Јереван. Фасада је уоквирена са пет лукова. Приватна кућа је остала непромењена, а двоетажна зграда куће-музеја је допуњава, и изграђена је у парку. Очувано је мало унутрашње двориште. Син композитора, Карен Хачатурјан поклонио је музеју један од највреднијих експоната, клавир Арама Хачатурјана, затим намештај из соба композитора и његове супруге, композиторке Нине Макарове, предмете из домаћинства, одећу, личне предмете и део личне архиве.
Стална поставка обухвата фотографије, документа, рукописе, различите публикације, програме, сценске предмете, поруке, дипломе, награде, медаље, поређане хронолошки, од композиторовог детињства у Тбилисију (Грузија), преко првих креативних корака у Москви, до експоната у одељку „Јерменија“ који сведоче о блиској вези са сународницима у земљи и у дијаспори, активном учешћу у друштвеном и политичком животу родне земље и улози у развоју јерменске музике.
Под оснивачким директором Гохаром Харутиунианом, музеј је успео да привуче финансијску подршку широког спектра спонзора и доброчинитеља и проширио је своју колекцију артефаката који припадају Хачхатурјану. Данас се музеј и даље развија под управом директорке Армине Григориан. 
У вишеспратној згради налази се атрактивна концертна дворана (са концертним грандиозним Бехштајн клавиром) у којој се одржавају редовни музички концерти. Поред тога, сваке године, 6.јуна, на рођендан Арама Хачатурјана, након посете његовом гробу, музеј је домаћин такмичења младих композитора. Традиционалне су и разне вечери посвећене познатим композиторима, сусрети са личностима из културе, вечери сећања, привремене изложбе, предавања. 
Хармик Григориан, канадско-јерменског порекла, зачетник је оснивања аудио-библиотеке у кући-музеју. Поклонио је музеју јединствену колекцију снимака драгуља светске класичне музике (ЦД-верзија, 7000 снимака), као и одговарајућу опрему за појединачно и групно слушање.
Музеј одржава снажне везе са јерменским музичарима и композиторима и посвећен је унапређењу музике у Јерменији. Такође објављује низ научних књига. 